# Kenneth G. Wilson
Kenneth Geddes Wilson (ur. 8 czerwca 1936 w Waltham, zm. 15 czerwca 2013 w Saco, Maine) – amerykański fizyk teoretyk. W roku 1982 otrzymał Nagrodę Nobla w dziedzinie fizyki za swoją teorię zjawisk krytycznych w przejściach fazowych.